# حي 9 يونيو (حديبو)
حي 9 يونيو هو أحد أحياء مدينة حديبو في محافظة أرخبيل سقطرى اليمنية. يبلغ تعداد سكانه 8545 نسمة حسب التعداد السكاني في اليمن لعام 2004.